# Ross Brawn

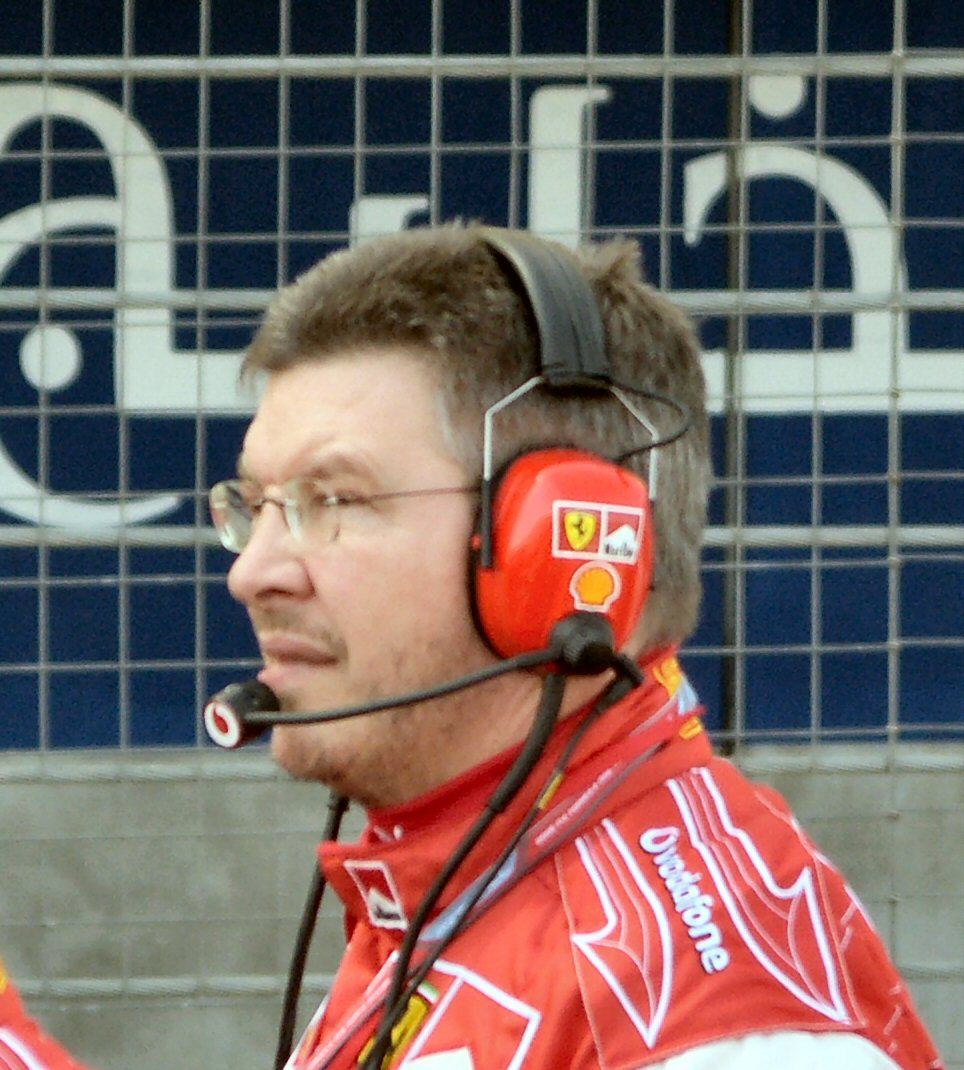
Ross Brawn 2006 als Technischer Direktor der Scuderia Ferrari

Ross Brawn, OBE (* 23. November 1954 in Manchester, England) ist ein britischer Ingenieur und Motorsportmanager, der mehrere bedeutende Positionen in der Formel 1 innehatte. Unter anderem war er technischer Direktor von Benetton (1991–1996) und Ferrari (1997–2006). Als Teamchef von Honda Racing F1 (2007–2008) übernahm er 2009 den Rennstall selbst als Brawn GP und gewann damit sofort die Fahrer- und Konstrukteursmeisterschaft. Nach der Übernahme durch die Daimler AG 2010 blieb Brawn weiterhin Teamchef des nunmehrigen Rennstalls Mercedes Grand Prix, bis er sich nach der Saison 2013 zeitweilig aus der Formel 1 zurückzog. Von 2017 bis 2022 bekleidet er das Amt des Formel-1-Sportdirektors.
Brawn war in seiner Karriere maßgeblich an insgesamt 119 Grand-Prix-Siegen beteiligt und zeichnete zudem für den Gewinn von jeweils acht Fahrer- und Konstrukteurs-Weltmeistertiteln mitverantwortlich. Bekannt wurde er einem breiten Publikum in Deutschland vor allem durch seine Beteiligung an fast allen Erfolgen Michael Schumachers in der Formel 1 als technischer Direktor bei Benetton und Ferrari. Dabei fiel sein Name häufig im Zusammenhang mit strategischen Entscheidungen, die letztlich im Zusammenspiel mit Schumachers Fahrkönnen und den Qualitäten der Rennwagen ausschlaggebend für Siege waren. Dieser Ruf trug ihm in der deutschen Berichterstattung den Spitznamen „Superhirn“ ein.

## Karriere
In den frühen 1970ern war Brawn auszubildender Ingenieur der United Kingdom Atomic Energy Authority in Harwell, Oxfordshire, wo er Messtechnik studierte. Seine Formel-1-Karriere begann 1976, als er bei March an einer Fräsmaschine arbeitete. Bald darauf trat er dem Formel-3-Team als Mechaniker bei.
Brawn wurde 1978 von Frank Williams als Techniker in seinem Williams-Team eingestellt. Bald darauf stieg er zum Aerodynamiker im teameigenen Windkanal auf.
Weitere Stationen waren das Designstudio FORCE, das die Formel-1-Autos für das amerikanische Team Haas entwarf (1985 und 1986), das Arrows-Team und seit 1989 das Sportwagen-Team von Jaguar. Dort konstruierte er die Weltmeister-Autos von 1991.
Im Verlauf des Jahres wechselte er wieder in die Formel 1 zu Benetton. Dort war er als technischer Direktor maßgeblich an den Formel-1-Weltmeistertiteln von Michael Schumacher in den Saisons 1994 und 1995 sowie an der ebenfalls gewonnenen Konstrukteursweltmeisterschaft von Benetton im Jahr 1995 beteiligt.
Ross Brawn folgte Michael Schumacher Ende 1996 zu Ferrari – ein Jahr nachdem Schumacher das Benetton-Team als Weltmeister verlassen hatte. Brawn baute das Team technisch neu auf und ermöglichte somit die Siegesserie von 1999 bis 2004, bei der Ferrari sechsmal in Folge Konstrukteursweltmeister und Michael Schumacher von 2000 bis 2004 fünfmal in Folge Fahrerweltmeister wurde.
Eine seiner größten taktischen Leistungen bei Ferrari dürfte die Ausarbeitung der Rennstrategie beim Großen Preis von Frankreich 2004 in Magny-Cours gewesen sein, in dem er Michael Schumacher trotz einer bis dahin nicht praktizierten Vier-Stopp-Strategie zu einem Sieg verholfen hat. Bekannt wurden auch seine Kommandos an Michael Schumacher wie zum Beispiel beim Großen Preis von Ungarn 1998, als er den Ferrari-Star anwies, in 18 Runden mehr als 20 Sekunden Vorsprung herauszufahren, um nach dem Boxenstopp in Führung zu bleiben.
Am 27. Oktober 2006 beendete Brawn vorläufig sein Engagement bei Ferrari und kündigte ein privates Jahr an. Er war an 88 von Michael Schumachers 91 Formel-1-Siegen beteiligt. Der Engländer erklärte aber, dass diese Auszeit nicht auf Dauer angelegt sei und er in naher Zukunft wieder in einer höheren Position bei Ferrari in der Formel 1 arbeiten möchte. Weil die Verhandlungen mit Ferrari jedoch nicht zum gewünschten Ergebnis führten, übernahm Ross Brawn am 26. November 2007 die Position des Teamchefs bei Honda Racing F1.
Im März 2009 verkaufte die in Großbritannien ansässige Honda GP Holdings Ltd, die alle Aktivitäten des Formel-1-Teams gemanagt hatte, alle Anteile an Brawn, der den Rennstall in „Brawn GP Formula One Team“ umbenannte. Brawn hielt an den bisherigen Fahrern Jenson Button und Rubens Barrichello fest.
Im ersten Rennen in Melbourne gelang ein Doppelsieg und Jenson Button konnte sechs der sieben ersten Rennen des Jahres für sich entscheiden sowie schließlich die Fahrerweltmeisterschaft. Am 16. November 2009 wurde bekannt, dass Brawn insgesamt 75,1 % seiner Anteile an Mercedes-Benz und Aabar Investment verkauft. In der Formel-1-Weltmeisterschaft 2010 blieb er Teamchef beim neuen Team Mercedes GP und hielt einen Anteil von 24,9 % am Team. Diesen Anteil verkaufte Brawn zu Beginn der Saison 2011 ebenfalls an Mercedes. Er blieb jedoch weiterhin Teamchef.
Er verließ das Team und die Formel 1 nach der Saison 2013. Nach Spekulationen über ein bevorstehendes Engagement bei McLaren Racing bestätigte er im Februar 2014 das – vorläufige – Ende seiner Motorsportkarriere.
Im März 2016 schlug sein ehemaliger Rivale Christian Horner, Chef von Red Bull Racing, Brawn als Führungsperson mit Regelkompetenz in der Formel 1 vor. In einem Interview im Oktober 2016 erklärte Brawn, für eine Rückkehr in die Formel 1 in einer strategischen Rolle zur Verfügung zu stehen. Im Januar 2017 wurde er zum Formel-1-Sportdirektor ernannt. Nach sechs Saisonen legte er das Amt im Dezember 2022 nieder und verließ die Formel 1 endgültig.

### Stationen
- 1976–1978: Mechaniker bei Williams und March in der Formel 1
- 1979–1983: Manager Research & Development und Aerodynamiker bei Williams (F1)
- 1984–1985: Aerodynamiker bei Team Haas (F1)
- 1986–1988: Chefdesigner bei Arrows (F1)
- 1989–1990: Technischer Direktor TWR / Jaguar Racing in der Sportwagen-WM
- 1991–1996: Technischer Direktor Benetton (F1)
- 1997–2006: Technischer Direktor Scuderia Ferrari (F1)
- 2008–2009: Teamchef Honda Racing (F1)
- 2009: Teamchef Brawn GP (F1)
- 2010–2013: Teamchef Mercedes Grand Prix (F1)
- 2017–2022: Formel-1-Sportdirektor

## Persönliches
Brawn ist verheiratet und hat zwei Töchter. Er wohnt mit seiner Familie in Henley-on-Thames. Seine Hobbys sind Fliegenfischen und Rosenzüchten. Er ist Fan von Manchester United.